# My Spy
My Spy is een Amerikaanse komische actiefilm uit 2020, geregisseerd door Peter Segal.

## Verhaal
Een voormalige Amerikaanse soldaat van de Special Forces, werkt na zijn militaire dienst als CIA-agent en mist subtiliteit in zijn eerste grote missie die tot doel heeft een illegale handel in plutonium tussen de Russische maffia en een terrorist uit het Midden-Oosten te stoppen. Tijdens een surveillance-missie wordt hij ontmaskerd door een negenjarig meisje.

## Rolverdeling
| Acteur                | Personage |
| --------------------- | --------- |
| Dave Bautista         | JJ        |
| Chloe Coleman         | Sophie    |
| Kristen Schaal        | Bobbi     |
| Ken Jeong             | David Kim |
| Parisa Fitz-Henley    | Kate      |
| Greg Bryk             | Marquez   |
| Nicola Correia-Damude | Christina |
| Devere Rogers         | Carlos    |

## Achtergrond
My Spy werd voor het eerst in de biosscoop uitgebracht op 9 januari 2020 in Australië door STX Entertainment. Op 8 april 2020 werden de distributierechten voor de film gekocht door Amazon Studios omdat de COVID-19-pandemie wereldwijd bioscopen had gesloten. De film werd vervolgens digitaal uitgebracht op Prime Video en in geselecteerde Amerikaanse bioscopen op 26 juni 2020.
De film kreeg gemengde recensies van critici. Op Rotten Tomatoes heeft My Spy een waarde van 48% en een gemiddelde score van 5,30/10, gebaseerd op 122 recensies. Op Metacritic heeft de film een gemiddelde score van 46/100, gebaseerd op 20 recensies.